# Valentin Gheorghiu
Valentin Gheorghiu (n. 21 martie 1928, Galați, România – d. 17 iulie 2023, București, România) a fost un muzician, pianist și compozitor român.

## Biografie
Valentin Gheorghiu a început să cânte la pian la vârsta de 5 ani. Studiază la Academia de Muzică din București, având ca profesori pe Mihail Jora (teorie-solfegiu, armonie, contrapunct, compoziție), Constanța Erbiceanu (pian), Mihail Andricu (muzică de cameră). George Enescu, într-o scrisoare adresată Ministrului Culturii din acea vreme, îl recomandă drept un "talent rar ce trebuie supravegheat îndeaproape" și astfel, Valentin Gheorghiu, în vârstă de 9 ani, primește o bursă pentru a studia între anii 1937 și 1939 la "Conservatorul Național Superior de Muzică" din Paris, cu Lazare Lévy (pian), Marcel Mayer (teorie și solfegiu), Noel Gallon (armonie).
La vârsta de 15 ani debutează la Ateneul Român în compania Orchestrei Filarmonice din București, sub bagheta lui George Georgescu, ca solist al concertului Nr. 1 în Do-major pentru pian și orchestră de Ludwig van Beethoven și devine solist al Filarmonicii în 1950. În afara activității concertistice în țară, Valentin Gheorghiu a întreprins turnee de răsunet în țările europene, Anglia, Franța, Spania, Germania, Uniunea Sovietică, Austria etc. precum și în Statele Unite ale Americii|USA, Israel, Japonia. A colaborat cu orchestre de prestigiu ca: "Société des Concerts du Conservatoire de Paris", "Gewandhaus" (Leipzig), "Staatskapelle" (Dresda) etc. și a colaborat cu dirijori de renume mondial ca Antal Dorati, Kurt Masur, Rafael Kubelik, Constantin Silvestri, Georges Prêtre, George Georgescu. Valentin Gheorghiu excelează și în recitalurile solo de muzică de cameră sau ca partener la pian al fratelui său, violonistul Ștefan Gheorghiu. Au rămas în amintire performanțele muzicale ale "Trio-ului" compus din Valentin Gheorghiu (pian), Ștefan Gheorghiu (vioară) și Radu Aldulescu (violoncel). A făcut înregistrări de radio, televiziune și discografice pentru casele „His Master's Voice”, „Pathé Marconi”, „Deutsche Gramophone”, „Electrecord” și „Editura Casa Radio”.

## Recunoaștere, activitate peste hotare
Prestigiul său i-a adus invitarea ca membru în juriile multor concursuri internaționale din Viena, Varșovia, Bruxelles, Paris, Bolzano, Santander, etc.
În 1958, la primul "Festival și Concurs Internațional George Enescu" din București, Valentin Gheorghiu, împreună cu fratele său Ștefan Gheorghiu, câștigă Premiul I pentru interpretarea Sonatei a 3-a pentru vioară și pian de George Enescu.
Activitatea interpretativă intensă i-a răpit timpul pe care l-ar fi putut dedica compoziției. Creația sa componistică, din păcate prea puțin auzită în public, cuprinde:
- Sonată pentru pian (Mențiunea I "George Enescu", 1946)
- Concert pentru pian și orchestră (Premiul "George Enescu" al Academiei Române)
- Burlescă pentru pian și vioară
- Trio pentru pian, vioară și violoncel
- Sonată pentru pian și violoncel
- Quartet de coarde
- Coral și fugă pentru orgă și orchestră

Muzician polivalent, Valentin Gheorghiu, este prezent în viața muzicală a României de peste 60 de ani.

## Citate despre Valentin Gheorghiu
- Cella Delavrancea, pianistă și scriitoare: Valentin Gheorghiu a devenit dirijorul unui singur instrument, pianul, care sub degetele lui sună din toate instrumentele unei orchestre.[necesită citare]

## Muzică de film
- Puștiul (1962)
- Amintiri din copilărie (1965)

## Premii
- Premiul de Stat al Republicii Populare Române pentru lucrările de o deosebită valoare efectuate în anul 1949 în domeniul Muzicii, clasa I-a (8 martie 1951), „pentru activitatea artistică remarcabilă desfășurată în țară și în străinătate”[7]

## Distincții
- titlul de Artist Emerit al Republicii Populare Române (28 aprilie 1951)[8]
- Ordinul Muncii clasa a II-a (10 august 1964) „pentru merite deosebite în opera de construire a socialismului, cu prilejul celei de a XX-a aniversări a eliberării patriei”[9]
- Ordinul Meritul Cultural clasa I (12 septembrie 1968) „cu prilejul împlinirii a 100 de ani de la înființarea Filarmonicii «George Enescu» din București, [...] pentru activitate îndelungată și merite deosebite în activitatea muzicală”[10]
- Ordinul național „Serviciul Credincios” în grad de Mare Cruce (1 decembrie 2000) „pentru realizări artistice remarcabile și pentru promovarea culturii, de Ziua Națională a României”[11]
- Cetățean de onoare al Sinăii (2010)[12]